# Durand (thị trấn), Wisconsin
Durand là một thị trấn thuộc quận Pepin, tiểu bang Wisconsin, Hoa Kỳ. Năm 2010, dân số của thị trấn này là 722 người.